# Hansell
Hansell és una població dels Estats Units a l'estat d'Iowa. Segons el cens del 2000 tenia 96 habitants.

## Demografia
Segons el cens del 2000, Hansell tenia 96 habitants, 42 habitatges, i 27 famílies. La densitat de població era de 168,5 habitants/km².
Dels 42 habitatges en un 21,4% hi vivien nens de menys de 18 anys, en un 59,5% hi vivien parelles casades, en un 2,4% dones solteres, i en un 35,7% no eren unitats familiars. En el 28,6% dels habitatges hi vivien persones soles el 16,7% de les quals corresponia a persones de 65 anys o més que vivien soles. El nombre mitjà de persones vivint en cada habitatge era de 2,29 i el nombre mitjà de persones que vivien en cada família era de 2,85.
Per edats la població es repartia de la següent manera: un 19,8% tenia menys de 18 anys, un 9,4% entre 18 i 24, un 27,1% entre 25 i 44, un 31,3% de 45 a 60 i un 12,5% 65 anys o més.
L'edat mediana era de 42 anys. Per cada 100 dones de 18 o més anys hi havia 97,4 homes.
La renda mediana per habitatge era de 32.250 $ i la renda mediana per família de 47.500 $. Els homes tenien una renda mediana de 31.250 $ mentre que les dones 23.750 $. La renda per capita de la població era de 17.389 $. Entorn del 13,9% de les famílies i el 12,3% de la població estaven per davall del llindar de pobresa.

## Poblacions més properes
El següent diagrama mostra les poblacions més properes.